# Томас Лі (аналітик)
| Thomas Jong Lee | Thomas Jong Lee                                  |
| --------------- | ------------------------------------------------ |
| Lee in 2023     |                                                  |
| Born            | Вестленд (Мічиган)                               |
| Nationality     | American                                         |
| Other names     | Tom Lee                                          |
| Alma mater      | Wharton School of the University of Pennsylvania |
| Children        | 3                                                |

Томас (Джонг) Лі, широко відомий як «Том», — американський підприємець, фінансовий аналітик,  інвестор і постійний учасник шоу Fast Money, Tech Check, Halftime Report і Closing Bell на CNBC.

## Життєпис
Лі народився у Вестленді, штат Мічиган, в сім'ї корейських іммігрантів. Його батько був психіатром на пенсії, а мати домогосподаркою, яка стала власницею франшизи Subway.

## Кар'єра
Лі розпочав свою кар'єру на початку 1990-х у Kidder, Peabody &amp; Company, а потім у Salomon Smith Barney. У 1999 році він приєднався до JP Morgan Chase & Co як головний стратег з акцій.

Під час роботи в JP Morgan дослідження Лі викликали критику. У 2002 році компанія Nextel критично оцінила дослідження Лі. Цей розбрат привернув увагу національних засобів масової інформації та був описаний у статті Wall Street Journal від 22 листопада 2002 року «Нещасна фірма повертається: Nextel каже, проаналізуйте це». 
1. ↑  Thomas Lee. CNBC. 2 лютого 2021.
2. ↑  Unhappy Firm Bites Back: Nextel Says, Analyze This. Wall Street Journal. 23 листопада 2002.